# Juhász R. József
Juhász R. (Rocco) József (Párkány/Érsekújvár, 1963. július 18. –) író, költő, előadóművész, multimediális művész, kultúra- és művészetszervező. A Kassák Intermediális Központ (K2IC) vezetője.

## Életpályája
1982-ben érettségizett az érsekújvári elektrotechnikai szakközépiskolában. 1983–1986 között az Iródia mozgalom egyik vezető személyisége volt. 1987-ben Érsekújváron társaival megszervezték az alternatív és experimentális művészet első csehszlovákiai fórumát a Stúdió ertét. 1989-től a Párizsi Magyar Műhely szerkesztője volt. 1991–1994 között a Kalligram Könyvkiadó egyik alapítója volt. 1994-től szabadfoglalkozású művész. Alapítója és 2012-ig elnöke volt az Érsekújvári KultúrKorzó szervezetnek.

### Munkássága
Az 1980-as évek második harmadától aktív szerepet töltött be a csehszlovákiai művészeti és kulturális életben. Hozzá kapcsolódnak Csehszlovákia első mail-art akciói, az Esztergomot Párkánnyal összekötő Mária Valéria-híd felújítását szorgalmazó átHIDalás közép-európai képzőművészeti szimpózium (1997). Nagy érdemei vannak Kassák Lajos művészeti hagyatékának szlovákiai és közép-európai ápolásában és népszerűsítésében. Akcióművészeti, képzőművészeti és irodalmi tevékenységét a PARAF című monográfia dolgozza fel szlovák és magyar szerzők közreműködésével. Előadásaival bejárta a világ minden fontos fesztiválját. Budapesten él. A Fórum Kisebbségkutató Intézet kiadványainak a nyomdai előkészítője és grafikai szerkesztője.

## Művei

### Könyvek
- Korszerű szendvics (versek, Pozsony, 1989)
- van még szalámi (multimediális verseskötet, Pozsony, 1992)
- Divergenciák 1986–2002 (Művészeti Galéria, Érsekújvár, 2003)
- Képben vagy? Vizuális költemények 1986–2006 (NAP, Dunaszerdahely, 2006)
- Szedd szét! (Verseskötet, NAP Kiadó, Dunaszerdahely, 2008)
- Posztmodern ikonok (Magyar Műhely Kiadó, Budapest, 2011)
- Urban mémoire (Versplakátok, NAP Kiadó, Dunaszerdahely, 2012)
- Cumi-cumi (transznacionális-szótár-versek, 2016)

### Antológiák
- Szabad Terület (Szombathelyi Képtár, MMIK, 1989)
- Médium-Art (JAK-füzetek 51., Budapest, 1990)
- Szélén az országútnak (Széphalom Könyvműhely, Budapest, 1990)
- Oszcilláció (Komárno–Budapest, 1991)
- Vizuális költészet Magyarországon, I–II. (szerkesztette: Kilián István – L. Simon László, Magyar Műhely, Budapest, 1998)
- Tűzvirág (Madách–Posonium, Pozsony, 2002)
- Förtelmes fűnyíró (Madách–Posonium, Pozsony, 2003)
- DOC(K)S Action (DVD), Série 3, 29/30/31/32/33, Ajacció, 2003.
- DOC(K)S Asie (DVD), Série 4, 9/10/11/12, Ajacció, 2009.

### Könyvszerkesztések
- Stúdió erté katalógus (Érsekújvár, 1988-1991)
- Amikor Kassák valaki más (katalógus; Budapest, 1987)
- Dúdor Mail Art (katalógus; Pozsony, 1989)
- A Kassák-kód (SZMÍT, Pozsony, 2008)

## Kiállításai
| - 1992, 2003, 2007 Érsekújvár - 2007 Nagyszombat - 2008 Somorja - 2009 Dunaszerdahely, Budapest - 2010 Budapest | - 1991 Budapest, Prága - 2001, 2009 Pozsony - 2005, 2007 Budapest - 2007 Érsekújvár |

## Díjai
- Kassák Lajos-díj (1993)
- Posonium Irodalmi Díj Különdíja (2007)
- Pro urbe díj (2007, Érsekújvár)
- A Magyar Érdemrend lovagkeresztje (2009)
- Forbáth-díj (2009, 2012)
- Madách Imre-díj (2012)